# Gatorade

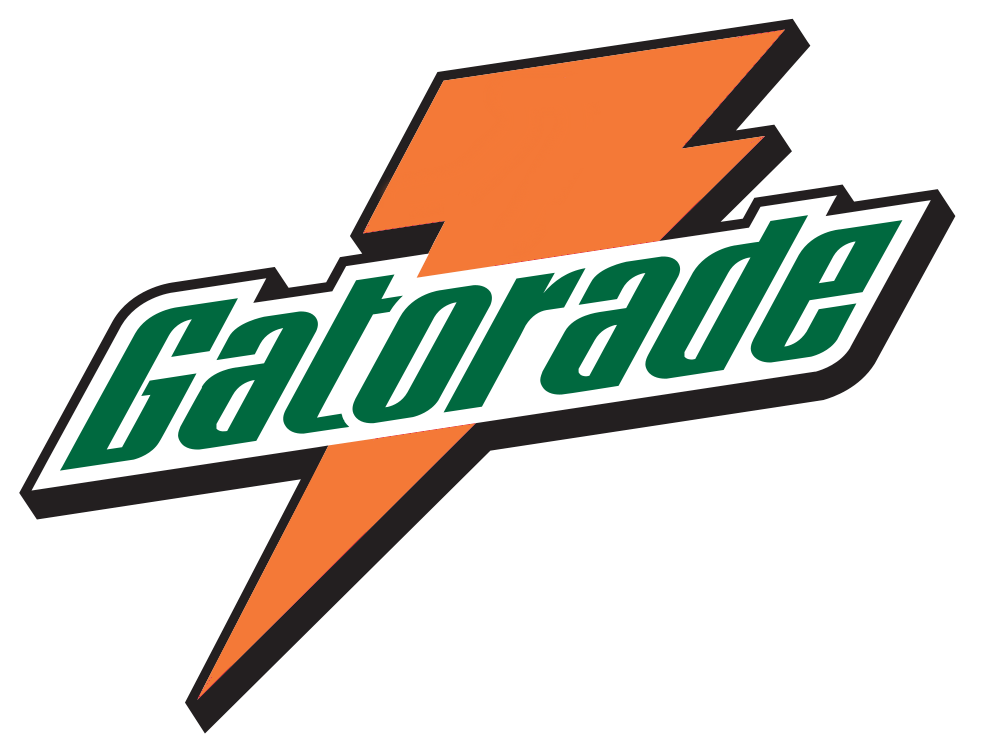
2009 előtti logó

A Gatorade szénsavmentes sportital, amelyet a PepsiCo forgalmaz. Eredetileg sportolók számára fejlesztették ki, de most már azok is fogyasztják, akik nem kifejezetten sportitalt, hanem üdítőitalt keresnek. Az ital szacharóz, glükóz, fruktóz, elektrolitok (nátrium és kálium sók) segítségével csökkenti a szervezetben sportolás közben kialakuló víz-, só- és szénhidráthiányt.

## Története

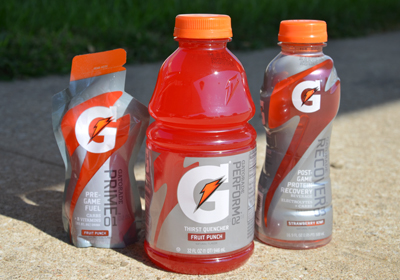
Néhány termék

A Gatorade-et 1966-ban fejlesztette ki dr. Robert Cade és dr. Dana Shires az amerikai University of Florida-n (Florida Egyetem), és az egyetem amerikai foci csapatáról, a Gators-ról nevezték el.
Dr. Cade az általa közben szabadalmaztatott termék gyártására megállapodást kötött az indianapolisi Stokely-Van Camp (S-VC) gyümölcs- és zöldségkonzerveket gyártó céggel. 1973-ban Cade és az S-VC lezárta azt a polgári pert az University of Floridával, melyet az intézmény azért indított, hogy jogot formáljon az üdítőital receptjére. Azóta az egyetem a Gatorade után több mint 80 millió dollár jogdíjat szedett be.
Mindössze egy évvel a Gatorade kereskedelmi bevezetését követően módosították az összetevőket, miután az amerikai FDA ("Food and Drug Administration", magyarországi megfelelője az ÁNTSZ-OÉTI) az édesítőszerként használt nátrium-ciklamátot felvette a tiltólistájára.
A Florida Gator focicsapat 1967-ben használta hivatalosan a Gatorade-et, amikor versenyben voltak a csapat első Orange Bowl (magyarul: Narancs Kupa) díjáért. A döntő mérkőzésen a Georgia Tech csapatát legyőzték, akinek az edzője mondta a vereséget firtató kérdésre, hogy "We didn't have Gatorade. That made the difference." (szabad fordításban: "Nekünk nem volt Gatorade-ünk. Ez okozta a vereségünket."). A Gatorade-et használta hivatalos sportitalként 1969-ben a Kansas City Chiefs, amely a Super Bowl megnyerését az University of Florida sportitalának tulajdonította.
A Gatorade-et egy erősen verejtékező atlétával reklámozták, mégis gyorsan népszerű lett a nem kifejezetten sportitalt keresők között is, és a diétás és alacsony nátriumtartalmú változatát is elkezdték gyártani.
A Quaker Oats nevű cég 1983-ban egy versenytárgyaláson megvette az S-VC-t a rivális Pillsbury vállalat elől. A Quaker a PepsiCo licencébe adta a Gatorade néhány USA-n kívüli piacon történő terjesztését, de 1998-ban Ausztráliában perbe fogta a PepsiCo-t, mert gyártási titkokat csempészett ki azért, hogy elkészítse saját, All Sport nevű sportitalát. A Quaker megnyerte az ausztráliai pert. 2001 augusztusában a PepsiCo egy újabb versenytárgyaláson felvásárolta a Quakert, megelőzve az örök riválist, a Coca-Colát.
A Johnson & Johnsonnal együtt a Gatorade a National Athletic Trainer's Association (magyarul: Atlétikai Edzők Nemzeti Szövetsége) egyik legnagyobb szponzora

### A Gatorade-zuhany
Eredeti nevén "The Gatorade dunk", "Gatorade shower"
Egy népszerű amerikai sportszokásként a győztes csapat edzőjét a játékosok meglepetésszerűen nyakon öntik egy hordónyi Gatorade-del. Ez a szokás 1986-ra vezethető vissza, amikor az NFL-ben (NFL mozaikszó, jelentése: National Football League; Nemzeti Futball Liga) játszó New York Giants csapata a rájátszás döntőjének megnyerése után leöntötte a főedzőjét, Bill Parcellst. A csapat 1987. január 25-én nyerte meg a XXI. Super Bowl kupát. A Quaker Oats vezetősége (akkor épp ez a cég gyártotta a Gatorade-et) nem volt érintett eme tradíció útnak indításában, mégis ezt követően számos győzelem után, és több más sportágban is felbukkant a Gatorade-zuhany.
2005-ben az ESPN amerikai kábeltelevízió sportújságírója, Darren Rovell kiadott egy könyvet First in Thirst: How Gatorade Turned the Science of Sweat into a Cultural Phenomenon (szabadfordításban: „Szomjban az első: Hogyan tette a Gatorade az edzés-tudományt társadalmi jelenséggé”) címmel, mely a Gatorade történetéről szólt, és kitért benne a Gatorade-zsákolásra is.

## Összetétel
A Gatorade vizet, szacharózt, glükóz-fruktóz szirupot, citromsavat, nátrium-kloridot, nátrium-citrátot, kálium-monofoszfátot és ízesítő/színező összetevőket tartalmaz. 127 mg/l kálium, 464 mg/l nátrium és 59 g/l szénhidrát (a cukor révén) található egy üveg Gatorade-ben.
A Gatorade ezenkívül forgalmazza az Energy Formula-t (magyarul: energia formula) és az Endurance Formula-t (magyarul: kitartás formula) is. Az Energy Formula-t 2000-ben vezették be és a gyorsabb energiatermelés érdekében több egyszerű cukrot és szénhidrátot tartalmaz. Emiatt ez a termék édesebb az eredeti Gatorade-nél. 12 unciás (kb. 350 ml-es) üvegben hozzák forgalomba az USA-ban. Az Endurance Formula több elektrolitot tartalmaz, és 2004-ben kezdték el gyártani. A hozzáadott elektrolitok szükségesek ahhoz, hogy a test kitartson a különösen megerőltető tevékenységek során, például nagy forróságban. Emiatt ez a változat viszont sósabb az eredeti Gatorade-nél.
2003-ban, a Gatorade bemutatta a Propelt, a "fitnesz-vizet". A Propel szacharózt, szukralózt és aceszulfám káliumot (E950) tartalmaz, így kevesebb energiatartalmú, mint a Gatorade. Azoknak fejlesztették ki, akiknek fontosabb a szervezet vízháztartás-hiányának pótlása, mint az energiabevitel. A Propel ugyanazokat az elektroliteket tartalmazza, mint a Gatorade, és kiegészítették még vitaminokkal is.
A Gatorade 1999-ben mutatta be energiaszeletét. Ez az élelmiszer volt a Gatorade első nem ital formájú élelmiszere és versenytársává vált a PowerBarnak és a Cliff szeletnek is. A Gatorade Energy Bar nagy része fehérje és hozzáadott szénhidrát. Alapanyaga a puffasztott gabona és rizsszirup, amely összetevők az többi energiaszelet alapját is képezik.

## Gatorade Sports Science Institute
A Gatorade Sports Science Institute (GSSI) (magyarul: Gatorade Sport Tudományos Intézet) egy olyan intézet, amely az atletikát, a hidratációt, és az "edzéstudományt" kutatja. Az Illinois állambeli Barringtonban van a központja az 1988-as megalapítása óta. Különleges laborokkal rendelkezik a táplálkozás, a testgyakorlás-pszichológia és a biokémia kutatására.

## Vetélytársak
- Powerade (Coca-Cola Company)
- Kool-Aid

## Ízesítések az Egyesült Államokban

### 1967
- Lemon-Lime (sárga)

### 1973
- Orange (narancssárga)

### 1983
- Fruit Punch (piros)

### 1993
- Iced tea with Lemon (világosbarna, már nem gyártják)

### 1997
- Frost Glacier Freeze (világoskék)
- Frost Riptide Rush (bíbor)
- Frost Alpine Snow (fehér, már nem gyártják)

### 1999
- Fierce Lime (zöld, már nem gyártják)
- Fierce Melon (narancssárga)
- Fierce Berry (piros)
- Fierce Grape (sötétkék-ibolya)
- Midnight Thunder (fekete, már nem gyártják)

### 2001
- Passion Fruit (rózsaszín, már nem gyártják)
- Starfruit (világoszöld, már nem gyártják)
- Frost High Tide (zöld, már nem gyártják)

### 2002
- Strawberry Ice (színtelen, már nem gyártják)
- Lime Ice (színtelen, már nem gyártják)
- Orange Ice (színtelen, már nem gyártják)
- Frost Cascade Crash (kék)

### 2003
- Cool Blue (kék)
- Extremo Tropical Intenso (piros)
- Extremo Citrico Vibrante (sárga, már nem gyártják)
- Extremo Mango Electrico (narancssárga)
- Watermelon Ice (színtelen)
- Berry Citrus (piros)
- Fierce Strawberry (sötét rózsaszín)

### 2004
- ESPN the Flavor (piros, már nem gyártják)
- X-Factor Fruit Punch + Berry (piros)
- X-Factor Orange + Tropical Fruit (piros-narancssárga)
- X-Factor Lemon-lime + Strawberry (sárga-zöld)

### 2005
- Lemonade (világossárga)
- Raspberry Lemonade (rózsaszín)
- Strawberry Lemonade (rózsaszín)
- All-Stars Grape (sötétkék-ibolya)
- All-Stars Lemon-Lime (sárga)
- All-Stars Berry (kék)
- Cooler Orange (narancssárga, limitált kiadás)
- Cherry Garcia (világospiros)

### Kiadási év nem ismert
- All-Stars Strawberry (piros)
- All-Stars Ice Punch (színtelen)
- All-Stars Tropical Punch (narancssárga)
- Citrus Cooler (Yellow-orange) (a negyedik íz, az 1980-as években lett bevezetve a Fruit Punch után)
- Lemon Ice (színtelen)
- Strawberry Kiwi (rózsaszín)
- Grape (bíbor, már nem gyártják)
- Cherry Rush (sötétpiros, már nem gyártják)

## Ízesítések az USA-n kívül
- Active
- Alpine Snow
- Antarctic Freeze
- Arctic Snow
- Apple
- Apple Ice
- Berry Citrus
- Black Ice
- Blueberry
- Blue Bolt
- Blue Raspberry
- Blue Thunder
- Cascade Crash
- Challenge
- Citrus
- Citrus Cooler
- Citrus Fruit
- Citrus Water
- Cool Blue
- Cool Blue Raspberry
- Cool Cascade
- Extremo Citrico Vibrante
- Extremo Mango Electrico
- Extremo Tropical Intenso
- Fierce Berry
- Fierce Citrus Fruit
- Fierce Grape
- Fierce Lemon
- Fierce Lime
- Fierce Melon
- Fierce Orange Cherry
- Fierce Strawberry
- Fruit Punch
- Furia Intensa
- Glacier Freeze
- Grape
- Grapefruit
- Green
- Green Apple
- High Tide
- Kiwi
- Lemon
- Lemonade
- Lemon Chill
- Lemon Ice
- Lemon Lime
- Lemon Mix
- Lime Ice
- Mandarin
- Mango
- Maracuya
- Nespera
- Orange
- Orange Grapefruit
- Orange Ice
- Orange Mix
- Passion Fruit
- Peach Cooler
- Pink Grapefruit
- Pro
- Purple Rain
- Raspberry
- Red
- Red Orange
- Red Tornado
- Riptide Rush
- Sky Blast
- Strawberry Ice
- Strawberry Kiwi
- Strawberry Passion Fruit
- Strawberry Watermelon
- Tangerine
- Tropical
- Tropical Burst
- Tropical Fruit
- Tropical Storm
- Watermelon Ice
- White Ice
- Wild Water Rush
- X-Factor Fruit Punch + Berry
- X-Factor Lemon Lime + Strawberry
- X-Factor Orange + Tropical Fruit
- Xtra

## Energy Formula ízesítések
- Fruit Punch
- Grape
- Orange

## Endurance Formula ízesítések
- Fruit Punch
- Lemon-Lime
- Orange

## Propel ízesítések
- Berry
- Black Cherry
- Citrus Fruit
- Grape
- Kiwi-Strawberry
- Lemon
- Melon
- Peach
- Orange

## Energy Bar (energiaszelet) ízesítések
- Berry (már nem gyártják)
- Chocolate
- Chocolate Chip
- Peanut Butter
- Peanut Butter & Chocolate Chip